# Evanescence/Auszeichnungen für Musikverkäufe

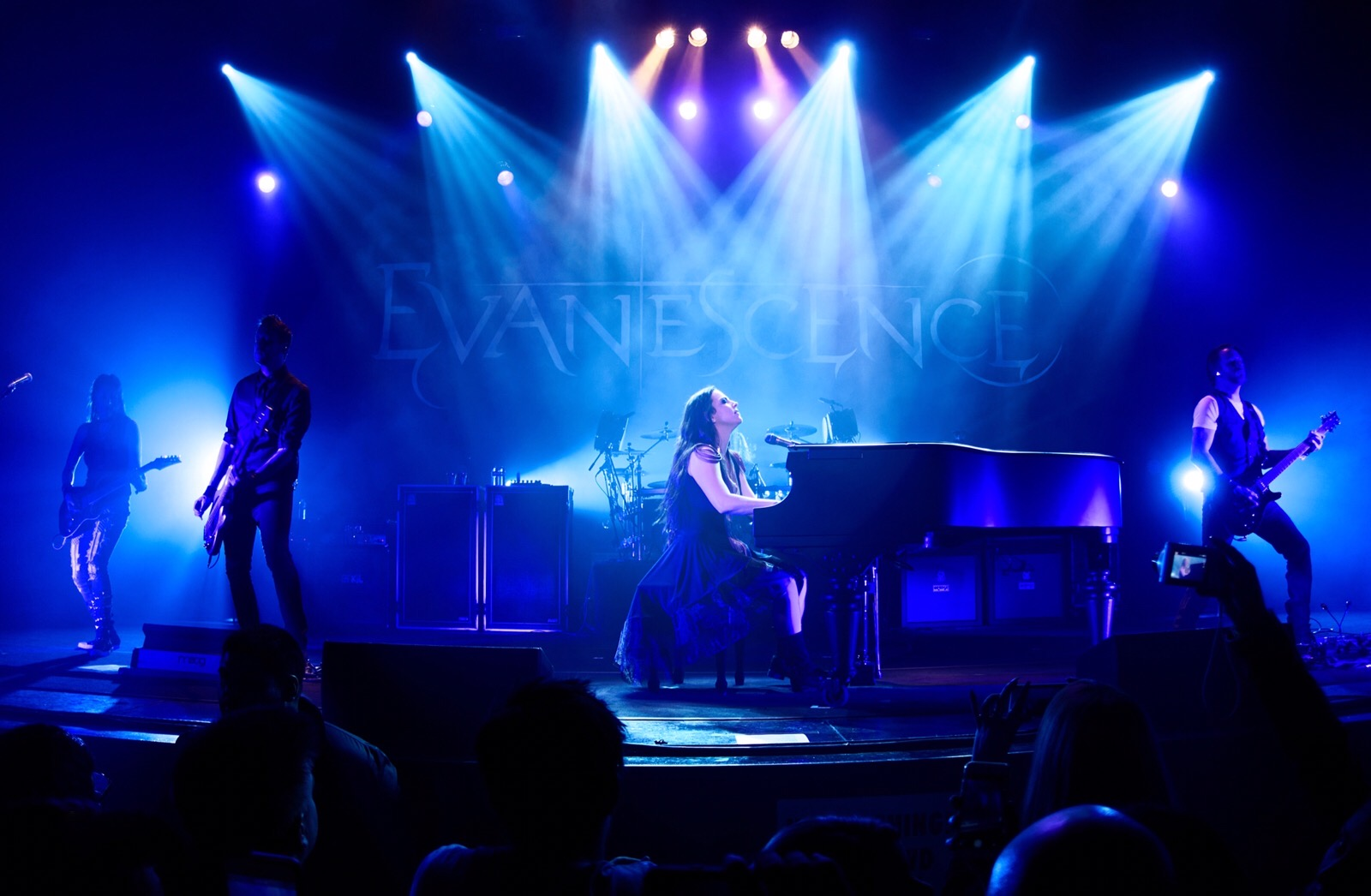
Evanescence live (2015)

Dies ist eine Übersicht über die Auszeichnungen für Musikverkäufe der US-amerikanischen Alternative-Rock-Musikgruppe Evanescence. Die Auszeichnungen finden sich nach ihrer Art (Gold, Platin usw.), nach Staaten getrennt in chronologischer Reihenfolge, geordnet sowie nach den Tonträgern selbst, ebenfalls in chronologischer Reihenfolge, getrennt nach Medium (Alben, Singles usw.), wieder.

## Auszeichnungen
| - Vereinigtes Königreich - 2021: für das Album Anywhere but Home - 2022: für das Album The Open Door (Craft Recordings) - 2023: für die Single Call Me When You’re Sober - 2025: für die Single Everybody’s Fool - Argentinien - 2006: für das Album The Open Door - Australien - 2003: für die Single Going Under - 2006: für die Single Call Me When You’re Sober - 2012: für das Album Evanescence - Belgien - 2003: für die Single Bring Me to Life - 2006: für das Album The Open Door - Brasilien - 2007: für das Videoalbum Anywhere but Home - 2024: für die Single My Immortal - 2024: für die Single Going Under - 2024: für die Single My Heart Is Broken - 2024: für die Single Call Me When You’re Sober - 2024: für die Single What You Want - Chile - 2007: für das Album The Open Door - Dänemark - 2003: für die Single Bring Me to Life - Deutschland - 2018: für die Single My Immortal - 2023: für das Album Anywhere but Home - Frankreich - 2003: für die Single Bring Me to Life - 2006: für das Album The Open Door - Griechenland - 2003: für die Single Bring Me to Life - 2004: für das Album Anywhere but Home - Italien - 2015: für das Album Fallen - Japan - 2006: für das Album The Open Door - Kanada - 2012: für das Album Evanescence - Mexiko - 2006: für das Album The Open Door - Neuseeland - 2013: für die Single Call Me When You’re Sober - Norwegen - 2004: für die Single My Immortal - Österreich - 2006: für das Album The Open Door - Polen - 2004: für das Album Fallen - Portugal - 2005: für das Album Anywhere but Home - 2006: für das Album The Open Door - Schweden - 2003: für die Single Bring Me to Life - Schweiz - 2003: für die Single Bring Me to Life - 2006: für das Album Anywhere but Home - Spanien - 2025: für die Single My Immortal - Ungarn - 2007: für das Album The Open Door - Vereinigte Staaten - 2004: für das Album Anywhere but Home - 2020: für das Album Evanescence - Vereinigtes Königreich - 2014: für das Album Evanescence - 2024: für die Single Going Under | - Argentinien - 2004: für das Videoalbum Anywhere but Home - Australien - 2004: für die Single My Immortal - Belgien - 2004: für das Album Fallen - Brasilien - 2006: für das Album The Open Door - 2024: für die Single Bring Me to Life - 2024: für die Single Lithium - 2024: für das Album Fallen (Remastered 2023) - Dänemark - 2023: für die Single My Immortal - Deutschland - 2023: für das Album The Open Door - Europa - 2006: für das Album The Open Door - Finnland - 2003: für das Album Fallen - Griechenland - 2006: für das Album The Open Door - Irland - 2006: für das Album The Open Door - Italien - 2019: für die Single My Immortal - Japan - 2003: für das Album Fallen - Neuseeland - 2007: für das Album The Open Door - 2023: für die Single Going Under - Niederlande - 2004: für das Album Fallen - Norwegen - 2003: für das Album Fallen - 2003: für die Single Bring Me to Life - Österreich - 2004: für das Album Fallen - Russland - 2003: für das Album Fallen - Schweden - 2003: für das Album Fallen - Schweiz - 2006: für das Album The Open Door - Spanien - 2003: für das Album Fallen - 2024: für die Single Bring Me to Life - Ungarn - 2005: für das Album Fallen - Vereinigte Staaten - 2009: für die Single Call Me When You’re Sober - 2019: für die Single My Immortal - Vereinigtes Königreich - 2013: für das Videoalbum Anywhere but Home - 2013: für das Album The Open Door (Wind-Up) - 2020: für die Single My Immortal - Deutschland - 2005: für das Videoalbum Anywhere but Home - 2025: für die Single Bring Me to Life - Mexiko - 2004: für das Album Fallen | - Australien - 2003: für die Single Bring Me to Life - 2006: für das Videoalbum Anywhere but Home - 2007: für das Album The Open Door - Brasilien - 2007: für das Album Fallen - Frankreich - 2004: für das Album Fallen - 2005: für das Videoalbum Anywhere but Home - Griechenland - 2004: für das Album Fallen - Italien - 2024: für die Single Bring Me to Life - Kanada - 2006: für das Album The Open Door - Portugal - 2004: für das Album Fallen - Russland - 2006: für das Album The Open Door - Schweiz - 2009: für das Album Fallen - Spanien - 2005: für das Videoalbum Anywhere but Home - Vereinigte Staaten - 2009: für das Album The Open Door - Argentinien - 2005: für das Album Fallen - Europa - 2004: für das Album Fallen - Vereinigte Staaten - 2019: für die Single Bring Me to Life - Vereinigtes Königreich - 2023: für die Single Bring Me to Life - Deutschland - 2023: für das Album Fallen - Dänemark - 2021: für das Album Fallen - Neuseeland - 2025: für die Single Bring Me to Life - Vereinigtes Königreich - 2013: für das Album Fallen - Neuseeland - 2004: für das Album Fallen - Vereinigte Staaten - 2004: für das Videoalbum Anywhere but Home - Australien - 2004: für das Album Fallen - Kanada - 2005: für das Album Fallen - Kanada - 2004: für das Videoalbum Anywhere but Home - Vereinigte Staaten - 2022: für das Album Fallen |

## Auszeichnungen nach Alben

### Fallen
| Land/Region                  | Auszeichnungen für Musikverkäufe (Land/Region, Auszeichnung, Verkäufe) | Verkäufe    |
| ---------------------------- | ---------------------------------------------------------------------- | ----------- |
| Argentinien (CAPIF)          | 3× Platin                                                              | 120.000     |
| Australien (ARIA)            | 6× Platin                                                              | 420.000     |
| Belgien (BRMA)               | Platin                                                                 | 50.000      |
| Brasilien (PMB)              | 2× Platin · + Platin (Remastered 2023)                                 | 290.000     |
| Dänemark (IFPI)              | 4× Platin                                                              | 80.000      |
| Deutschland (BVMI)           | 7× Gold                                                                | 700.000     |
| Europa (IFPI)                | 3× Platin                                                              | (3.000.000) |
| Finnland (IFPI)              | Platin                                                                 | 56.679      |
| Frankreich (SNEP)            | 2× Platin                                                              | 600.000     |
| Griechenland (IFPI)          | 2× Platin                                                              | 40.000      |
| Italien (FIMI)               | Platin                                                                 | 50.000      |
| Japan (RIAJ)                 | Platin                                                                 | 250.000     |
| Kanada (MC)                  | 7× Platin                                                              | 700.000     |
| Mexiko (AMPROFON)            | 3× Gold                                                                | 225.000     |
| Neuseeland (RMNZ)            | 5× Platin                                                              | 75.000      |
| Niederlande (NVPI)           | Platin                                                                 | 80.000      |
| Norwegen (IFPI)              | Platin                                                                 | 40.000      |
| Österreich (IFPI)            | Platin                                                                 | 30.000      |
| Polen (ZPAV)                 | Gold                                                                   | 20.000      |
| Portugal (AFP)               | 2× Platin                                                              | 80.000      |
| Russland (NFPF)              | Platin                                                                 | 20.000      |
| Schweden (IFPI)              | Platin                                                                 | 60.000      |
| Schweiz (IFPI)               | 2× Platin                                                              | 80.000      |
| Spanien (Promusicae)         | Platin                                                                 | 100.000     |
| Ungarn (MAHASZ)              | Platin                                                                 | 20.000      |
| Vereinigte Staaten (RIAA)    | Diamant                                                                | 10.000.000  |
| Vereinigtes Königreich (BPI) | 4× Platin                                                              | 1.352.806   |
| Insgesamt                    | 9× Gold · 55× Platin · 1× Diamant ·                                    | 15.391.377  |

### Anywhere but Home
| Land/Region                  | Auszeichnungen für Musikverkäufe (Land/Region, Auszeichnung, Verkäufe) | Verkäufe |
| ---------------------------- | ---------------------------------------------------------------------- | -------- |
| Deutschland (BVMI)           | Gold                                                                   | 100.000  |
| Griechenland (IFPI)          | Gold                                                                   | 10.000   |
| Portugal (AFP)               | Gold                                                                   | 20.000   |
| Schweiz (IFPI)               | Gold                                                                   | 15.000   |
| Vereinigte Staaten (RIAA)    | Gold                                                                   | 687.000  |
| Vereinigtes Königreich (BPI) | Silber                                                                 | 60.000   |
| Insgesamt                    | 1× Silber · 5× Gold ·                                                  | 892.000  |

### The Open Door
| Land/Region                  | Auszeichnungen für Musikverkäufe (Land/Region, Auszeichnung, Verkäufe) | Verkäufe  |
| ---------------------------- | ---------------------------------------------------------------------- | --------- |
| Argentinien (CAPIF)          | Gold                                                                   | 20.000    |
| Australien (ARIA)            | 2× Platin                                                              | 140.000   |
| Belgien (BRMA)               | Gold                                                                   | (25.000)  |
| Brasilien (PMB)              | Platin                                                                 | 60.000    |
| Chile (IFPI)                 | Gold                                                                   | 7.500     |
| Deutschland (BVMI)           | Platin                                                                 | (200.000) |
| Europa (IFPI)                | Platin                                                                 | 1.000.000 |
| Finnland (IFPI)              | —                                                                      | (12.522)  |
| Frankreich (SNEP)            | Gold                                                                   | (100.000) |
| Griechenland (IFPI)          | Platin                                                                 | (15.000)  |
| Irland (IRMA)                | Platin                                                                 | (15.000)  |
| Japan (RIAJ)                 | Gold                                                                   | 100.000   |
| Kanada (MC)                  | 2× Platin                                                              | 200.000   |
| Mexiko (AMPROFON)            | Gold                                                                   | 50.000    |
| Neuseeland (RMNZ)            | Platin                                                                 | 15.000    |
| Österreich (IFPI)            | Gold                                                                   | (15.000)  |
| Portugal (AFP)               | Gold                                                                   | (10.000)  |
| Russland (NFPF)              | 2× Platin                                                              | (40.000)  |
| Schweiz (IFPI)               | Platin                                                                 | (30.000)  |
| Ungarn (MAHASZ)              | Gold                                                                   | (3.000)   |
| Vereinigte Staaten (RIAA)    | 2× Platin                                                              | 2.100.000 |
| Vereinigtes Königreich (BPI) | Platin (Wind-Up) · + Silber (Craft Recordings)                         | (360.000) |
| Insgesamt                    | 1× Silber · 9× Gold · 16× Platin ·                                     | 3.692.500 |

### Evanescence
| Land/Region                  | Auszeichnungen für Musikverkäufe (Land/Region, Auszeichnung, Verkäufe) | Verkäufe |
| ---------------------------- | ---------------------------------------------------------------------- | -------- |
| Australien (ARIA)            | Gold                                                                   | 35.000   |
| Kanada (MC)                  | Gold                                                                   | 40.000   |
| Vereinigte Staaten (RIAA)    | Gold                                                                   | 500.000  |
| Vereinigtes Königreich (BPI) | Gold                                                                   | 124.473  |
| Insgesamt                    | 4× Gold ·                                                              | 699.473  |

### Synthesis
| Land/Region               | Auszeichnungen für Musikverkäufe (Land/Region, Auszeichnung, Verkäufe) | Verkäufe |
| ------------------------- | ---------------------------------------------------------------------- | -------- |
| Vereinigte Staaten (RIAA) | —                                                                      | 34.000   |
| Insgesamt                 | —                                                                      | 34.000   |

### The Bitter Truth
| Land/Region               | Auszeichnungen für Musikverkäufe (Land/Region, Auszeichnung, Verkäufe) | Verkäufe |
| ------------------------- | ---------------------------------------------------------------------- | -------- |
| Vereinigte Staaten (RIAA) | —                                                                      | 29.000   |
| Insgesamt                 | —                                                                      | 29.000   |

## Auszeichnungen nach Singles

### Bring Me to Life
| Land/Region                  | Auszeichnungen für Musikverkäufe (Land/Region, Auszeichnung, Verkäufe) | Verkäufe  |
| ---------------------------- | ---------------------------------------------------------------------- | --------- |
| Australien (ARIA)            | 2× Platin                                                              | 140.000   |
| Belgien (BRMA)               | Gold                                                                   | 25.000    |
| Brasilien (PMB)              | Platin                                                                 | 60.000    |
| Dänemark (IFPI)              | Gold                                                                   | 4.000     |
| Deutschland (BVMI)           | 3× Gold                                                                | 900.000   |
| Frankreich (SNEP)            | Gold                                                                   | 315.000   |
| Griechenland (IFPI)          | Gold                                                                   | 10.000    |
| Italien (FIMI)               | 2× Platin                                                              | 200.000   |
| Neuseeland (RMNZ)            | 4× Platin                                                              | 120.000   |
| Norwegen (IFPI)              | Platin                                                                 | 10.000    |
| Schweden (IFPI)              | Gold                                                                   | 15.000    |
| Schweiz (IFPI)               | Gold                                                                   | 20.000    |
| Spanien (Promusicae)         | Platin                                                                 | 60.000    |
| Vereinigte Staaten (RIAA)    | 3× Platin                                                              | 3.000.000 |
| Vereinigtes Königreich (BPI) | 3× Platin                                                              | 1.800.000 |
| Insgesamt                    | 7× Gold · 18× Platin ·                                                 | 6.679.000 |

### Going Under
| Land/Region                  | Auszeichnungen für Musikverkäufe (Land/Region, Auszeichnung, Verkäufe) | Verkäufe |
| ---------------------------- | ---------------------------------------------------------------------- | -------- |
| Australien (ARIA)            | Gold                                                                   | 35.000   |
| Brasilien (PMB)              | Gold                                                                   | 30.000   |
| Neuseeland (RMNZ)            | Platin                                                                 | 30.000   |
| Vereinigtes Königreich (BPI) | Gold                                                                   | 400.000  |
| Insgesamt                    | 3× Gold · 1× Platin ·                                                  | 495.000  |

### My Immortal
| Land/Region                  | Auszeichnungen für Musikverkäufe (Land/Region, Auszeichnung, Verkäufe) | Verkäufe  |
| ---------------------------- | ---------------------------------------------------------------------- | --------- |
| Australien (ARIA)            | Platin                                                                 | 70.000    |
| Brasilien (PMB)              | Gold                                                                   | 30.000    |
| Dänemark (IFPI)              | Platin                                                                 | 90.000    |
| Deutschland (BVMI)           | Gold                                                                   | 150.000   |
| Italien (FIMI)               | Platin                                                                 | 50.000    |
| Norwegen (IFPI)              | Gold                                                                   | 5.000     |
| Spanien (Promusicae)         | Gold                                                                   | 30.000    |
| Vereinigte Staaten (RIAA)    | Platin                                                                 | 1.000.000 |
| Vereinigtes Königreich (BPI) | Platin                                                                 | 600.000   |
| Insgesamt                    | 4× Gold · 5× Platin ·                                                  | 2.025.000 |

### Everybody’s Fool
| Land/Region                  | Auszeichnungen für Musikverkäufe (Land/Region, Auszeichnung, Verkäufe) | Verkäufe |
| ---------------------------- | ---------------------------------------------------------------------- | -------- |
| Vereinigtes Königreich (BPI) | Silber                                                                 | 200.000  |
| Insgesamt                    | 1× Silber ·                                                            | 200.000  |

### Call Me When You’re Sober
| Land/Region                  | Auszeichnungen für Musikverkäufe (Land/Region, Auszeichnung, Verkäufe) | Verkäufe  |
| ---------------------------- | ---------------------------------------------------------------------- | --------- |
| Australien (ARIA)            | Gold                                                                   | 35.000    |
| Brasilien (PMB)              | Gold                                                                   | 30.000    |
| Neuseeland (RMNZ)            | Gold                                                                   | 7.500     |
| Vereinigte Staaten (RIAA)    | Platin                                                                 | 1.000.000 |
| Vereinigtes Königreich (BPI) | Silber                                                                 | 200.000   |
| Insgesamt                    | 1× Silber · 3× Gold · 1× Platin ·                                      | 1.272.500 |

### Lithium
| Land/Region     | Auszeichnungen für Musikverkäufe (Land/Region, Auszeichnung, Verkäufe) | Verkäufe |
| --------------- | ---------------------------------------------------------------------- | -------- |
| Brasilien (PMB) | Platin                                                                 | 60.000   |
| Insgesamt       | 1× Platin ·                                                            | 60.000   |

### What You Want
| Land/Region     | Auszeichnungen für Musikverkäufe (Land/Region, Auszeichnung, Verkäufe) | Verkäufe |
| --------------- | ---------------------------------------------------------------------- | -------- |
| Brasilien (PMB) | Gold                                                                   | 30.000   |
| Insgesamt       | 1× Gold ·                                                              | 30.000   |

### My Heart Is Broken
| Land/Region     | Auszeichnungen für Musikverkäufe (Land/Region, Auszeichnung, Verkäufe) | Verkäufe |
| --------------- | ---------------------------------------------------------------------- | -------- |
| Brasilien (PMB) | Gold                                                                   | 30.000   |
| Insgesamt       | 1× Gold ·                                                              | 30.000   |

## Auszeichnungen nach Videoalben

### Anywhere but Home
| Land/Region                  | Auszeichnungen für Musikverkäufe (Land/Region, Auszeichnung, Verkäufe) | Verkäufe |
| ---------------------------- | ---------------------------------------------------------------------- | -------- |
| Argentinien (CAPIF)          | Platin                                                                 | 8.000    |
| Australien (ARIA)            | 2× Platin                                                              | 30.000   |
| Brasilien (PMB)              | Gold                                                                   | 15.000   |
| Deutschland (BVMI)           | 3× Gold                                                                | 75.000   |
| Frankreich (SNEP)            | 2× Platin                                                              | 40.000   |
| Kanada (MC)                  | Diamant                                                                | 100.000  |
| Spanien (Promusicae)         | 2× Platin                                                              | 50.000   |
| Vereinigte Staaten (RIAA)    | 5× Platin                                                              | 500.000  |
| Vereinigtes Königreich (BPI) | Platin                                                                 | 50.000   |
| Insgesamt                    | 4× Gold · 13× Platin · 1× Diamant ·                                    | 868.000  |

## Statistik und Quellen
| Land/RegionAuszeichnungen für Musikverkäufe (Land/Region, Auszeichnungen, Verkäufe, Quellen) | Silber     | Gold       | Platin         | Diamant     | Verkäufe    | Quellen                                                    |
| -------------------------------------------------------------------------------------------- | ---------- | ---------- | -------------- | ----------- | ----------- | ---------------------------------------------------------- |
| Argentinien (CAPIF)                                                                          | —          | Gold1      | 4× Platin4     | —           | 148.000     | capif.org.ar                                               |
| Australien (ARIA)                                                                            | —          | 3× Gold3   | 13× Platin13   | —           | 905.000     | aria.com.au                                                |
| Belgien (BRMA)                                                                               | —          | 2× Gold2   | Platin1        | —           | 100.000     | ultratop.be                                                |
| Brasilien (PMB)                                                                              | —          | 6× Gold6   | 6× Platin6     | —           | 635.000     | pro-musicabr.org.br                                        |
| Chile (IFPI)                                                                                 | —          | Gold1      | —              | —           | 7.500       | Einzelnachweise                                            |
| Dänemark (IFPI)                                                                              | —          | Gold1      | 5× Platin5     | —           | 174.000     | ifpi.dk                                                    |
| Deutschland (BVMI)                                                                           | —          | 11× Gold11 | 3× Platin3     | —           | 2.125.000   | musikindustrie.de                                          |
| Europa (IFPI)                                                                                | —          | —          | 4× Platin4     | —           | (4.000.000) | ifpi.org (Memento vom 1. Januar 2014 im Internet Archive)  |
| Finnland (IFPI)                                                                              | —          | —          | Platin1        | —           | 69.201      | ifpi.fi                                                    |
| Frankreich (SNEP)                                                                            | —          | 2× Gold2   | 4× Platin4     | —           | 1.055.000   | infodisc.fr snepmusique.com                                |
| Griechenland (IFPI)                                                                          | —          | 2× Gold2   | 3× Platin3     | —           | 75.000      | Einzelnachweise                                            |
| Irland (IRMA)                                                                                | —          | —          | Platin1        | —           | 15.000      | irishcharts.ie                                             |
| Italien (FIMI)                                                                               | —          | —          | 4× Platin4     | —           | 300.000     | fimi.it                                                    |
| Japan (RIAJ)                                                                                 | —          | Gold1      | Platin1        | —           | 350.000     | riaj.or.jp                                                 |
| Kanada (MC)                                                                                  | —          | Gold1      | 9× Platin9     | Diamant1    | 1.040.000   | musiccanada.com                                            |
| Mexiko (AMPROFON)                                                                            | —          | 4× Gold4   | —              | —           | 275.000     | amprofon.com.mx                                            |
| Neuseeland (RMNZ)                                                                            | —          | Gold1      | 11× Platin11   | —           | 247.500     | aotearoamusiccharts.co.nz NZ2                              |
| Niederlande (NVPI)                                                                           | —          | —          | Platin1        | —           | 80.000      | nvpi.nl                                                    |
| Norwegen (IFPI)                                                                              | —          | Gold1      | 2× Platin2     | —           | 55.000      | ifpi.no (Memento vom 5. November 2012 im Internet Archive) |
| Österreich (IFPI)                                                                            | —          | Gold1      | Platin1        | —           | 45.000      | ifpi.at                                                    |
| Polen (ZPAV)                                                                                 | —          | Gold1      | —              | —           | 20.000      | olis.pl                                                    |
| Portugal (AFP)                                                                               | —          | 2× Gold2   | 2× Platin2     | —           | 110.000     | Einzelnachweise                                            |
| Russland (NFPF)                                                                              | —          | —          | 3× Platin3     | —           | 60.000      | 2m-online.ru                                               |
| Schweden (IFPI)                                                                              | —          | Gold1      | Platin1        | —           | 75.000      | sverigetopplistan.se                                       |
| Schweiz (IFPI)                                                                               | —          | 2× Gold2   | 3× Platin3     | —           | 145.000     | hitparade.ch                                               |
| Spanien (Promusicae)                                                                         | —          | Gold1      | 4× Platin4     | —           | 240.000     | elportaldemusica.es                                        |
| Ungarn (MAHASZ)                                                                              | —          | Gold1      | Platin1        | —           | 23.000      | slagerlistak.hu                                            |
| Vereinigte Staaten (RIAA)                                                                    | —          | 2× Gold2   | 12× Platin12   | Diamant1    | 18.850.000  | riaa.com                                                   |
| Vereinigtes Königreich (BPI)                                                                 | 4× Silber4 | 2× Gold2   | 10× Platin10   | —           | 5.147.279   | bpi.co.uk                                                  |
| Insgesamt                                                                                    | 4× Silber4 | 50× Gold50 | 110× Platin110 | 2× Diamant2 |             |                                                            |